# Pehr Sundin

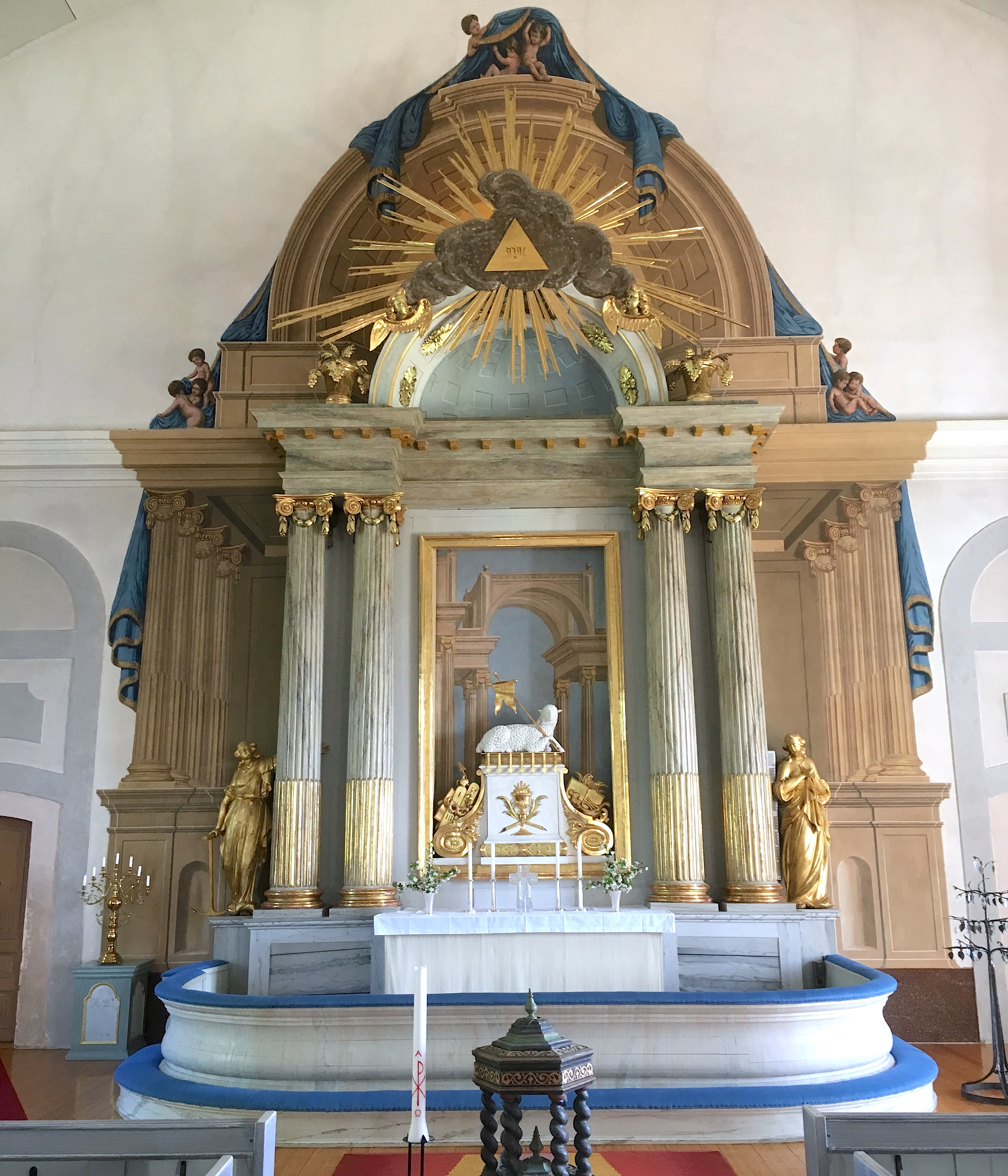
Huvudaltaret i Bergs kyrka utfört av Jonas Edler och Pehr Sundin 1802

Pehr Sundin, född 12 juni 1760 på Norderön, Jämtland, död 4 maj 1827 i Orrviken, var en svensk målare, tecknare och bonde.
Han var son till bonden Pehr Pehrsson och Karin Pehrsdotter och från 1784 gift med Anna Göransdotter samt far till Göran Sundin.  

## Utbildning
Enligt Friedrich Wilhelm von Schubert (1788–1856) fick Sundin sin första konstnärlig handledning av sin far som omtalas ha utfört målningsarbeten i några jämtländska kyrkor men detta har inte kunnat styrkas genom några arkivaliska källor. Han kom senare att arbeta som lärjunge till målaren Anders Berglin och var under en följd av år honom behjälplig med målning och förgyllningsarbeten i flera  jämtländska kyrkor.  
Sundin vistades i Stockholm 1790–1792 och var då elev till målarmästaren Erik Nordlander, samtidigt fick han en kortare utbildning vid Konstakademien där han belönades med tredje medaljen vid akademiens utställning 1792. Han medverkade senare i akademiens utställningar 1798 och 1824. Med hänsyn till Sundins fallenhet och begåvning fick han sin lärotid väsentligt avkortad och han återvände 1792 till Jämtland där flera stora uppdrag väntade på honom.  

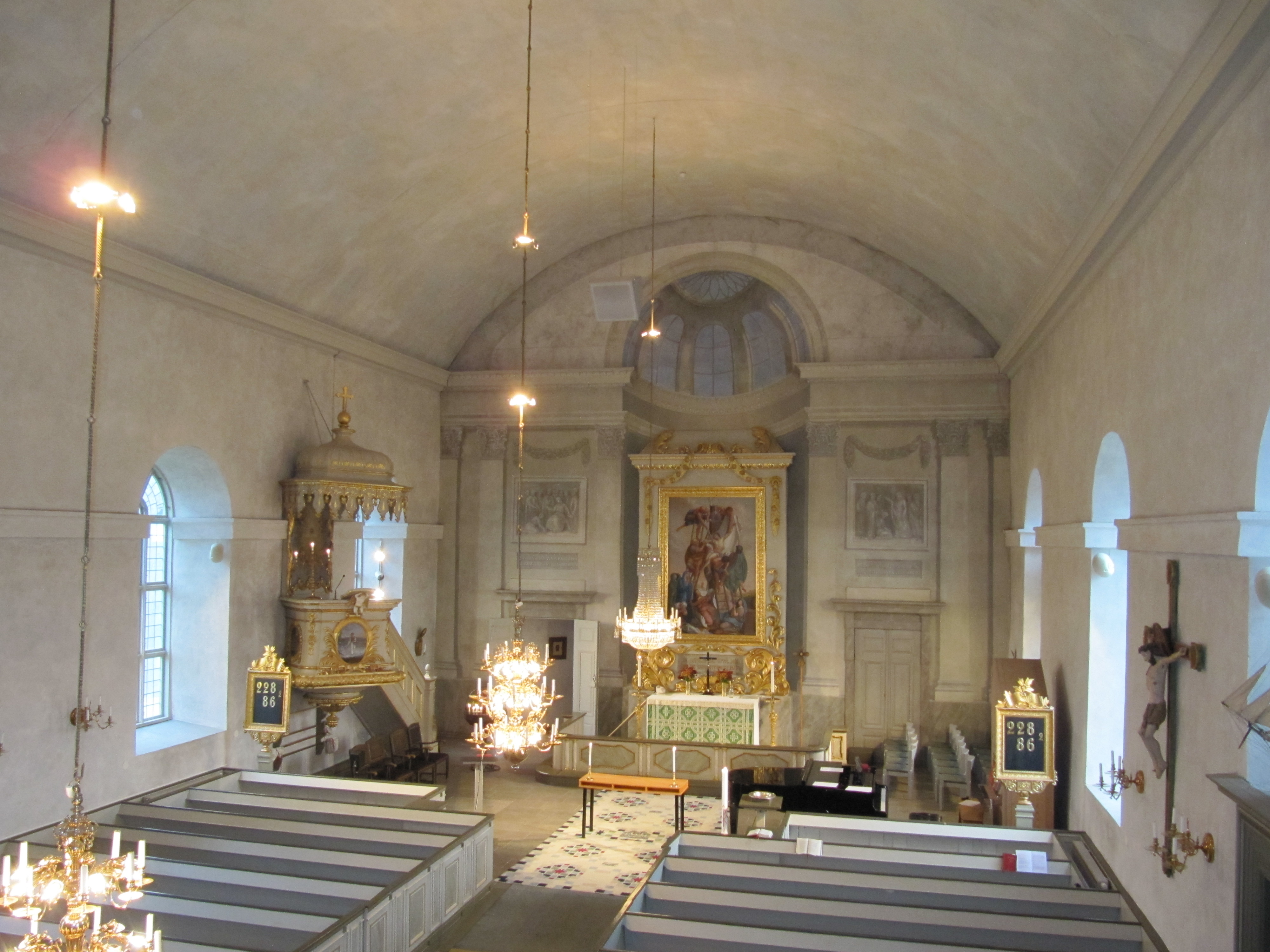
Altartavlan i Timrå kyrka utförd av Pehr Sundin

## Konstnärskap
Efter tiden i Stockholm var Sundin under något år bosatt i Torp innan han inskaffade sig sitt hemman Orrviken nr 6 i kyrkbyn, Sunne socken.  
Hans mångsidighet var stor och i sin avlägsna hemtrakt kunde han arbeta fritt från alla skråbestämmelser och utveckla olika sidor av sitt konstnärskap. Han gjorde sig främst känd som kyrkomålare och fick på kort tid en rad beställningar på stora och arbetskrävande altardukar. Hans variationsförmåga var dock begränsad och beställarna hade inga större krav på originalitet. Under åren 1801–1823 utförde han fem identiska dukar med motivet Kristi nedtagande från korset, tre exemplar av Konungarnas tillbedjan och två dukar med Nattvardens instiftande, Jesus i Getsemane och Synderskan i fariséernas hus. Samtliga av dessa målningar ser ut att vara målade efter direkta förlagor och för målningen Korsnedtagningen har han använt en gravyr efter Charles Le Bruns altarmålning i Rennes. Trots att hans altartavlor endast är kopior är de utförda med ett stort tekniskt kunnande med en mild och känslig kolorit och en mjuk touche i penselföringen. Den skenarkitektur med kolonner och draperier som han inramade sina altardukar är av hög klass med en förbluffande djupverkan.  
Vid sidan av kyrkomåleriet utförde han vanlig yrkesmålning och förgyllningsarbeten samt porträttmåleri och landskapsmåleri med influens av det dåtida engelska landskapsmåleriet. Bland hans bättre porträtt märks porträtten av prosten Olof Åström och hans maka Ann Christina Berg. En stor del av hans konstnärliga kvarlåtenskap förvaras vid Jämtlands läns museum och innehållet med flera schabloner tyder på att han även utfört en mängd genremålningar och flera signerade utkast för dekorationsmålningar till privatbostäder. Sundin som var mångsidig, kunnig och skicklig hantverkare anlitades i som kyrkomålare i hela Härnösands stift men han var även en duktig jordbrukare och medlem av hushållningssällskapet. Han var vetgirig och intresserad av nya rön inom jordbruksdriften och utförde dikningar och nyodlingar som förärade honom en medalj. Han var känd för sitt försynta och värdiga uppträdande och var vid sin död en förmögen man och ägde en omfattande gravyrsamling. Han kallades Jemtlands Hörberg.  

## Utställningar
En minnesutställning med hans och Göran Sundins konst visades på länsmuseet i Östersund 1962, där även en stor del av Sundin brev och andra minnen har bevarats. Sundin är representerad vid Länsmuseet Gävleborg.

## Kyrkliga arbeten utförda av Sundin
- Norderö kyrka, altarmålning
- Ovikens kyrka, fondvägg med skenperspektiv
- Hallens kyrka, altarmålning
- Brunflo kyrka, en predella
- Hede kyrka, altarmålning
- Bergs kyrka, fullständig målning, förgyllning och en fondvägg med skenarkitektur
- Rätans kyrka, fullständig målning och förgyllning samt en numera avlägsnad skenarkitektur
- Offerdals kyrka, altarmålning och en predella
- Rödöns kyrka, altarmålning och en skenarkitektur som förstördes vid en brand 1923
- Hackås kyrka, fondvägg med skenarkitektur
- Myssjö kyrka, en predella
- Näs kyrka, fondvägg med skenarkitektur
- Stigsjö kyrka, altarmålning
- Gudmundrå kyrka, altarmålning
- Ådalslidens kyrka, fondvägg med skenarkitektur
- Sånga kyrka, altarmålning och en predella
- Överlännäs kyrka, altarmålning
- Timrå kyrka, altarmålning
- Linsells kyrka, fondvägg med skenarkitektur
- Storsjö kapell, altarmålning
- Vemdalens kyrka, altarmålning och en predella